# Maanam
Maanam è stato un gruppo musicale polacco formatosi a Cracovia, attivo tra il 1975 al 2008.

## Storia

### 1975–1979: Gli inizi della band
L'origine del gruppo Maanam era un duo di chitarre di nicchia chiamato "Sensacyjna Grupa Okazjonalna", formato nel 1975 da Marek Jackowski e Milo Kurtis. Suonavano musica mistica e orientale del mondo. Si esibivano principalmente nei club studenteschi in Polonia, con Jan Burnat come turnista.
Nel febbraio 1976, la cantante Kora, all'epoca moglie di Jackowski, si unì alla band e fece il suo debutto sul palco al club "Aspirynka" di Poznań  . Dopo che Kurtis lasciò gli Osjan lo stesso anno, il gruppo adottò il nome di "Maanam Elektryczny Prysznic", che avrebbe dovuto simboleggiare la transizione verso un suono rock e punk rock. Il nome era un'estensione del precedente - "MaM" (da "M e M"), derivato dalle prime lettere dei nomi dei fondatori    La band registrò diverse canzoni sotto questo nome, tra cui "Derwisz", "I'm Just a Singer", "Jest taki pora", "Czę ci", "Blues Kory", "Brave Gun" e "Black Day Feeling", tutte registrate presso l'Associazione Jazz Polacca da Teresa Hryniewicz, l'ex manager degli Osjan. Si esibivano principalmente in circoli accademici e centri culturali giovanili e nel 1978 apparvero nello show televisivo Pieśni miłości i żenie (Canzoni d'amore e d'odio) (diretto da Tomasz Zygadło) portando cover di Leonard Cohen.
Nel 1979, Porter lasciò la band e fondò il suo gruppo, la Porter Band. I nuovi membri della band, che da allora in poi si esibirono sotto il nome Maanam, furono: il chitarrista Ryszard Olesiński, il bassista Krzysztof Olesiński e il batterista Andrzej Mrowiec, che fu poi sostituito da Ryszard Kupidura.     Da quel momento in poi, il repertorio della band fu composto da Marek Jackowski e i testi furono scritti da Kora.    La nuova formazione dei Maanam debuttò al Muzyczny Camping di Lubań.  Nel settembre 1979, i Maanam registrarono quattro canzoni con musicisti della band Dżamble : " Hamlet ", "Oprócz Błękitnego nieba" (l'unica canzone Maanam cantata da Jackowski), "Chcę ci tajemnic" e "Czemu są biegsz". Le canzoni dei Maanam ottenero il riconoscimento dalla giornalista musicale Teresa Kowińska, che ha iniziato a trasmetterle nel terzo programma della radio polacca; e la canzone "Amleto" divenne il loro primo successo radiofonico.

### 1980–1983: La svolta
All'inizio del 1980, i Maanam registrarono un singolo con le canzoni " Boskie Buenos " e "Żądza tanie". In estate, si esibirono alla 1a Rassegna Nazionale di Musica della Giovane Generazione a Jarocin, e poi al 18° Festival Nazionale della Canzone Polacca a Opole, dove parteciparono, con la canzone "Boskie Buenos", al concorso "Premier", che vinsero. Grazie alla loro partecipazione al festival di Opole, la band divenne ampiamente conosciuta e guadagnò un enorme numero di fan, l'esibizione stessa è considerata un precursore del boom della musica rock polacca negli anni '80.    Entrambe le canzoni suonate al festival divennero successi immediati e furono pubblicate come singoli.
Dal 25 agosto al 10 settembre 1980, i Maanam, con il supporto dei Przedsiębiorstwo Nagrań Wideo-Fonicznych "Wifon", registrarono materiale per il loro primo album presso lo studio della Radio Polacca a Lublino. Paweł Markowski sostituì Kupidura come nuovo batterista e il sassofonista jazz Zbigniew Namysłowski fu turnista durante le registrazioni.  Ben presto, le canzoni della band ebbero successo: " Szare miraże " (eseguita al 19° KFPP di Opole ) e "Stoję, stoję, jestem się niemiecki", furono pubblicate come singolo. Nell'ottobre dello stesso anno, i Maanam furono invitati sul set del film di Krzysztof Rogulski Wielka majówka (1981), la cui colonna sonora comprendeva diverse canzoni della band, tra cui la ballata " This night is unlike any other ", successivamente pubblicata come singolo del gruppo  . Alla fine dell'anno i Maanam si aggiudicarono il primo posto nella categoria dei talenti più promettenti della classifica annuale della rivista "Non Stop".
Nel 1981, la band pubblicò il suo primo album, intitolato semplicemente Maanam. Sebbene l'album venne criticato dai recensori, quasi ogni canzone presente nell'album divenne una hit, e l'album stesso divenne un classico del rock polacco. Nello stesso anno, fu pubblicato il singolo finale che promuoveva l'album, con le hit "Oddech prąda" e "Karuzela marzenia", così come il singolo non presente nell'album " Cykady na Cykladach ", che divenne un altro successo per i Maanam. Per tutto il 1981, la band suonò un numero record di oltre 500 concerti nei principali locali polacchi, con la band che si esibì persino tre volte in un giorno alla Sala Kongresowa di Varsavia   .
Nel gennaio 1982, i Maanam registrarono materiale per un altro album, questa volta al Teatro STU di Cracovia. Krzysztof Olesiński fu sostituito da un nuovo bassista, Bogdan Kowalewski, e un altro jazzista, il trombettista Tomasz Stańko, che fece un'apparizione come turnista durante le sessioni di registrazione. I membri della band registrarono anche un mini recital televisivo, di cui però non furono soddisfatti. Ancora prima dell'uscita del loro secondo album, partirono per il loro primo tour all'estero, esibendosi nei Paesi Bassi, nella Germania occidentale e in Francia (il concerto al club parigino "Les Bains Douches" fu trasmesso dalla radio locale). Le loro esibizioni furono descritte, tra gli altri, dal settimanale tedesco "Stern", e si guadagnarono un fan club nella Germania occidentale. Nel novembre 1982 pubblicarono un album intitolato O!, che ripeté il successo del loro album di debutto. Erano allora all'apice della loro fama, come testimoniato, tra le altre cose, dall'ordine di oltre un milione di copie dell'album, tuttavia, per motivi tecnici, ne poterono essere stampate solo 300.000. Per tutto il 1982, il gruppo tenne oltre 400 concerti nelle arene.
Nel 1983, i musicisti pubblicarono un singolo con una ballata reggae " I love you, my love " (scritta da Kora pensando a Sipowicz), che divenne uno dei più grandi successi dell'anno   .

### 1983–1985: Espansione all'estero

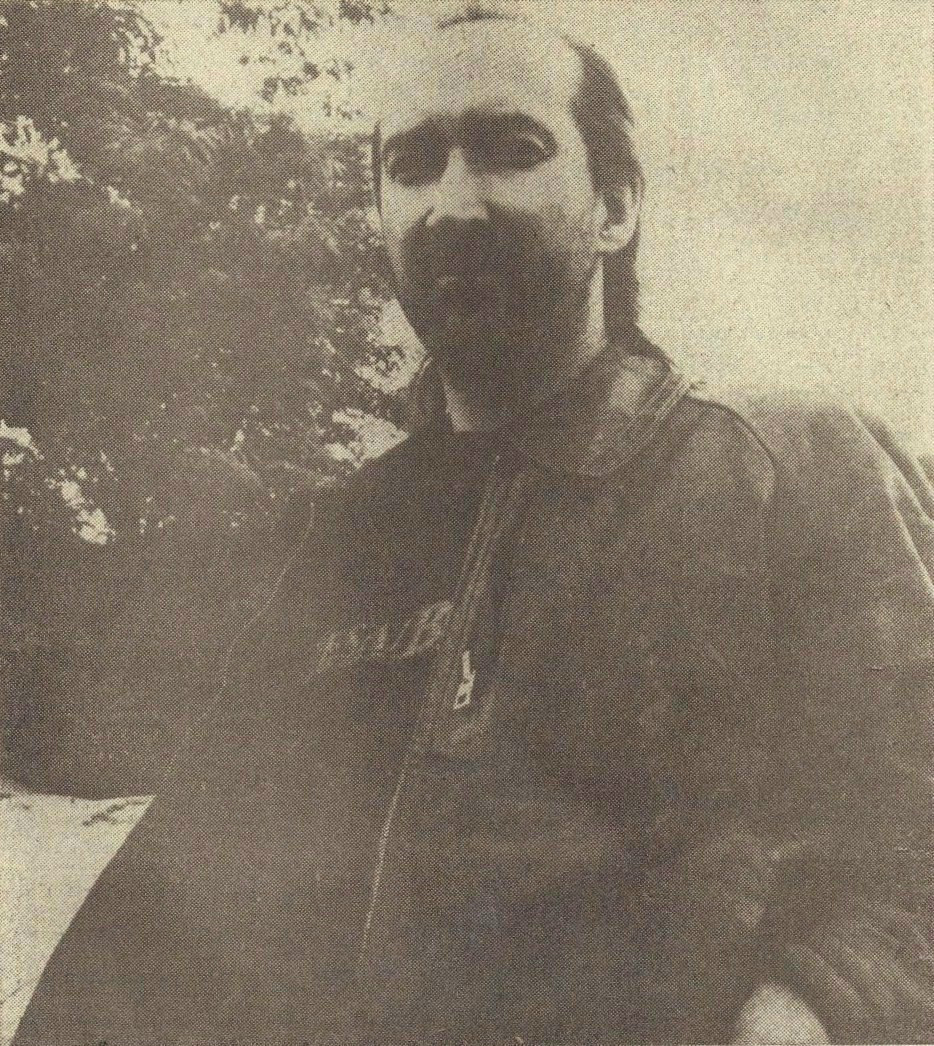
Marek Jackowski

Alla fine del 1982, mentre si apprestavano a registrare il loro prossimo album "Nocny patrol", firmarono un contratto con l'etichetta discografica privata Rogot, per tentare di espandersi nei mercati occidentali. Per la prima volta decisero di registrare due versioni dell'album: una in polacco e una in inglese, destinata al mercato estero. A novembre, l'album in lingua inglese, intitolato Night Patrol, fu pubblicato in Germania, nei paesi del Benelux e in Scandinavia, lo stesso giorno in cui venne pubblicata la versione polacca. L'album fu acclamato dalla critica come un altro lavoro eccezionale dei Maanam. Le canzoni "Raz dwa, raz dwa", "To tylko tango", "Krakowski spleen" e "Jestem kobieta" dell'album raggiunsero la vetta delle classifiche. L'atmosfera dell'album rifletteva l'inquietante atmosfera della legge marziale in Polonia. Nello stesso anno il gruppo prese parte al film musicale I Feel Great, e un anno dopo venne presentata in anteprima una cassetta con canzoni del film con lo stesso titolo  .
Grazie al supporto della nuova etichetta discografica Rogot, i Maanam riuscirono a promuovere la propria musica anche nell'Unione Sovietica. Tuttavia, il gruppo fu coinvolto in uno scandalo quando la cantante Kora rifiutò di esibirsi durante un raduno della Gioventù Comunista polacca e sovietica presso il Palazzo della Cultura e della Scienza di Varsavia. L’episodio provocò un forte clamore mediatico e portò le autorità dell’epoca a vietare ogni presentazione del gruppo nei mezzi di comunicazione ufficiali. Nonostante il divieto, i brani dei Maanam rimasero in classifica nel Terzo Programma della Radio Polacca, sebbene venissero trasmessi soltanto dei suoni ripetitivi di batteria tratti dalla canzone To tylko tango ("È solo un tango"). Il divieto fu revocato dopo tre mesi, a seguito delle numerose richieste dei fan.
In seguito, la band si esibì con successo in vari concerti internazionali, tra cui il festival di Roskilde, e in celebri locali europei come il Bain Douches in Francia, il Quartier Latin e il Quasimodo a Berlino, il Fabrik ad Amburgo, oltre che in club di Basilea e Zurigo.
Nel ottobre 1983 il gruppo pubblicò l’album dal vivo Totalski No Problemski, contenente principalmente versioni in lingua inglese dei brani più noti tratti dai loro primi tre album. Nonostante la buona affluenza di pubblico ai concerti, le vendite discografiche all’estero rimasero limitate.

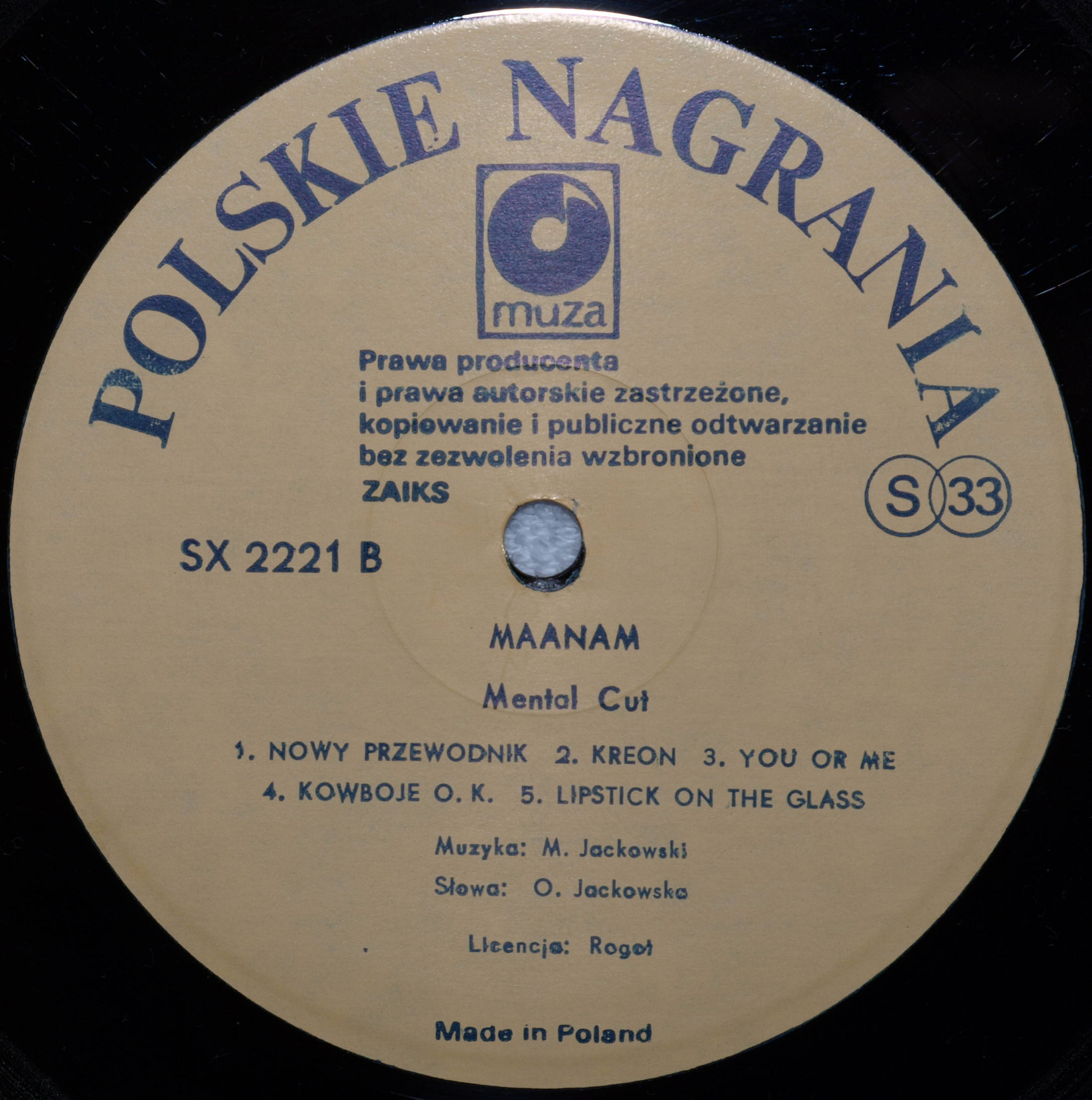
Mental Cut (1985), lato B

Nel 1984 i Maanam iniziarono a lavorare al loro quarto album in studio, Mental Cut. Il disco fu promosso attraverso diversi singoli di rilievo, tra cui Simple Story, Lucciola, Lipstick on the Glass e Kreon, che consolidarono ulteriormente lo stile sonoro della band, sempre più orientato verso un rock moderno e sofisticato.
La versione polacca fu pubblicata su cassetta nel dicembre 1984, seguita da un’edizione in vinile nel febbraio 1985. Parallelamente, fu realizzata la versione inglese, intitolata Wet Cat, destinata al mercato internazionale. Questa edizione venne parzialmente rimaneggiata per adattare la musica dei Maanam a un suono più raffinato e commerciale, con arrangiamenti e mixaggi rivisitati secondo le tendenze occidentali dell’epoca.
Durante lo stesso periodo, il gruppo compose anche nuovi brani, tra cui Salamander, che riscosse un buon successo tra il pubblico   .
Durante questo periodo, alcuni membri del gruppo affrontarono problemi legati all’alcolismo. Nel 1984 Kora divorziò da Marek Jackowski, e nello stesso periodo, iniziò una relazione con Kamil Sipowicz, che collaborò alla gestione organizzativa dei concerti del gruppo. Nonostante la separazione, Kora e Jackowski proseguirono la loro collaborazione musicale all’interno dei Maanam, continuando a costituire il nucleo creativo della band.[56]
Nel 1985 i Maanam pubblicarono il primo album video disponibile sul mercato polacco, Obiad z Maanamem (Cena con i Maanam), prodotto da una neonata ITI Video Service. Il progetto, innovativo per l’epoca, combinava insolitamente videoclip musicali con un programma culinario.  Sempre nel 1985, fu pubblicato il primo libro sui Maanam, scritto dal giornalista Wiesław Królikowski e pubblicato come parte della serie "Idols".   Sempre nel 1985, il batterista Paweł Markowski fu allontanato dal gruppo per presunti problemi legati all’alcol.

### 1986–1991: Lo scioglimento

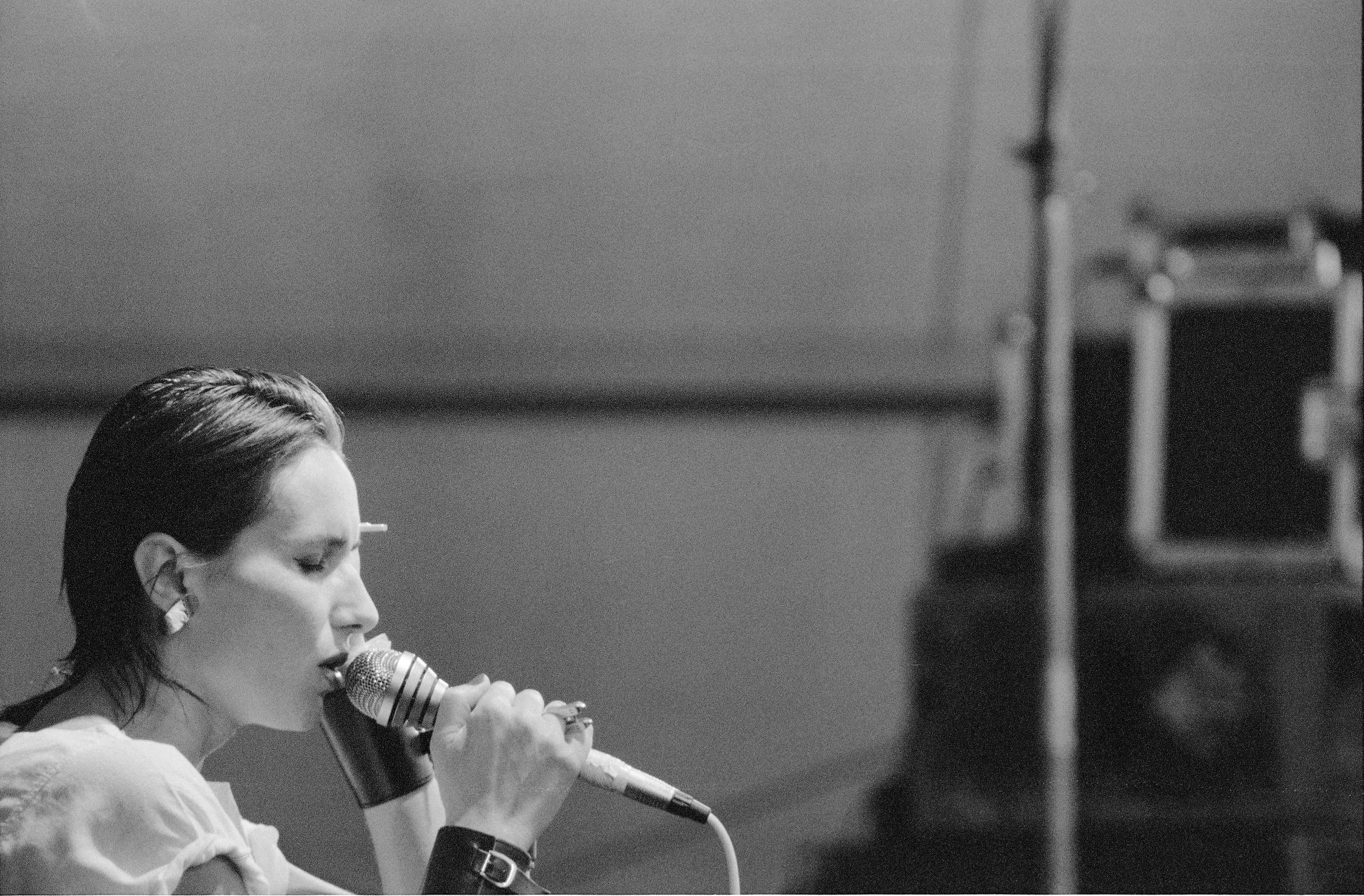
Maanam a Karlsruhe nel 1985.

Il 10 gennaio 1986 i Maanam si esibirono in concerto presso il Palazzo dei Congressi di Varsavia, devolvendo l'intero ricavato alla raccolta fondi per la costruzione di un centro di riabilitazione per bambini ciechi. Alla batteria, in quell’occasione, partecipò anche Jarosław Szlagowski. Al termine dell’evento, Kora annunciò la sospensione dell’attività del gruppo, motivata dall’esaurimento causato da anni di intensa attività concertistica.
Nello stesso anno la band pubblicò un singolo contenente i brani Jestem ze stali e Ty – nie ty. Interruppe inoltre la collaborazione con l’etichetta discografica Rogot, che a novembre pubblicò senza il consenso del gruppo l’album dal vivo "Live", caratterizzato da una qualità audio scadente. A dicembre fu distribuita una raccolta ufficiale dei più grandi successi del gruppo, intitolata "The Best of...", contenente brani tratti da tutti gli album pubblicati fino ad allora   .
Nel 1987, Kora e Marek Jackowski, rispettando impegni artistici già assunti, iniziarono le registrazioni di un nuovo album con una formazione rinnovata, composta dal bassista Marcin Ciempiel, il batterista Krzysztof Dominik, il tastierista Kostek Joriadis, il chitarrista Neil Black e il percussionista Marek Wilczyński. Il progetto fu anticipato dai singoli Bądź taka, nie być taka, registrati con la partecipazione di Stanisław Sojka, e dalla title track Sie tajemnicnia, accompagnata da un videoclip animato che fu il primo video musicale in lingua polacca trasmesso su MTV.
Nello stesso periodo, i Maanam intrapresero un nuovo tour internazionale, esibendosi in diversi club del Regno Unito e della Germania. L’album "Sie tajemnicnia" fu pubblicato solo nel 1989, in un momento segnato dalla grave crisi economica legata alla transizione politica in Polonia. Nonostante diversi brani ricevettero passaggi radiofonici, l’album non ottenne successo commerciale e fu accolto da recensioni contrastanti.    Nello stesso anno, Paweł Markowski pubblicò un libro autobiografico intitolato "Pamiętnik perkusisty z Maanam" (Diario di un batterista dei Maanam), in cui descriveva il suo lavoro nella band. 

### 1991–1997: Il ritorno
Nel 1990 Kora e Marek Jackowski si esibirono in un tour nei club della comunità polacca negli Stati Uniti, accompagnati da Leszek Biolik e Marek Czapelski. L’anno successivo, con la fondazione dell’etichetta Kamiling Co da parte di Kamil Sipowicz, che si occupò della promozione e distribuzione dei lavori della band, i Maanam si riunirono nella formazione originale, dopo un periodo segnato da problemi personali dei membri.
Nel 1991 furono pubblicate diverse raccolte di successi, tra cui The Best of Kora & Maanam (in due volumi), The Singles Collection e la cassetta Nie bój się... '91   . Tuttavia, il tour collegato a queste uscite non ebbe particolare riscontro di pubblico.
Nel novembre dello stesso anno fu pubblicato l’album Derwisz i Anioł, contenente, tra gli altri, i singoli Anioł e Wyjątkowo zima maj. Nonostante le recensioni moderatamente positive, l’album ottenne un buon successo commerciale, superando le 120.000 copie vendute, e fu seguito da un nuovo tour della band.
Nel gennaio 1992 il bassista Bogdan Kowalewski fu coinvolto in un incidente stradale e venne sostituito da Krzysztof Olesiński. Con questa nuova formazione, i Maanam parteciparono al programma televisivo "We're Returning. Un incontro con la band Maanam" e intrapresero un ampio tour in Polonia, oltre a esibirsi per le comunità polacche negli Stati Uniti e in Australia.
Nel 1993 fu pubblicato l’album dal vivo Maanamaania, che documentava quella tournée. Nello stesso anno uscì la compilation Ballads, ristampata nel 1995 con una tracklist aggiornata. La raccolta vendette complessivamente oltre 50.000 copie  .
Nel 1994 i Maanam pubblicarono l’album Róża, caratterizzato da sonorità ballad-rock. Il disco fu promosso con i singoli Bez Ciebie umieram, Zapatrzenie, Róża e Słońce jest oko Boga. Fu inoltre realizzato un videoclip animato per il brano Wieje piasek od strony wojny, trasmesso su MTV Europe, il secondo della band a ottenere questa visibilità.
L’album ricevette recensioni positive e ottenne un disco di platino, con oltre 300.000 copie vendute — il risultato commerciale più alto nella carriera del gruppo. Per promuovere il disco, i Maanam intrapresero una tournée divisa in tre fasi nei principali stadi polacchi, dal 26 ottobre all’11 dicembre , oltre a esibirsi nuovamente per la diaspora polacca in Australia.
Nel novembre 1995 i Maanam pubblicarono l’EP Kolekcjoner, promosso con il singolo Twist, che superò le 50.000 copie vendute. Nel settembre 1996 uscì l’album Łóżko, anch’esso con sonorità ballad-rock, che ottenne il disco d’oro il giorno stesso della pubblicazione grazie a 127.000 copie vendute. Il singolo Po to jesteś na świecie divenne uno dei brani di maggior successo della band, e l’album ricevette recensioni favorevoli.
Per promuovere il disco, il gruppo organizzò un tour gratuito in collaborazione con Radio Zet, intitolato Wielka Majówka Radia Zet ("Il grande tour del Primo Maggio di Radio Zet"). Si trattò del tour più costoso nella storia dello show business polacco fino ad allora, con un budget di diversi milioni di dollari e una partecipazione complessiva di oltre mezzo milione di spettatori. Nello stesso anno, Kamil Sipowicz registrò ufficialmente il nome “Maanam” come marchio a proprio nome presso l’Ufficio brevetti della Repubblica di Polonia (numero di diritto esclusivo: 119506) . Nel 1997 la band proseguì con un tour a pagamento nelle principali sale da concerto della Polonia, seguito da una seconda parte del tour promozionale con Radio Zet. In ottobre fu pubblicata la compilation Rockandrolle, promossa con il singolo Smycz, che superò anch’essa le 50.000 copie vendute. In seguito, i Maanam si esibirono per la diaspora polacca negli Stati Uniti e in Canada.  .

### 1998–2008: l'ultimo decennio
Nel settembre 1998 i Maanam tornarono a sonorità più rock con l’uscita dell’album Klucz, che includeva anche ballate di carattere più lirico. Il disco fu promosso con il brano Puerto Rico, ma il maggiore successo arrivò con la ballata Miłość od pierwszego wejrzenia ("Amore a prima vista"), composta da Kora; il relativo videoclip includeva sequenze tratte dal film Przystań di Jan Hryniak. Nonostante le recensioni favorevoli, l’album registrò vendite sensibilmente inferiori rispetto ai lavori precedenti, superando a fatica le 40.000 copie . Nel marzo 2000 venne pubblicata la raccolta Złota Kolekcja. Kocham Cię, kochanie moje, che vendette anch’essa oltre 40.000 copie. Il mese seguente, per celebrare il 25º anniversario della band, i Maanam tennero due concerti al Palazzo dei Congressi di Varsavia. Gli eventi furono trasmessi da TVP2 e Radio Zet e successivamente pubblicati sul primo DVD ufficiale del gruppo, accompagnato dal documentario Epoka Maanamu, che ripercorreva la storia della band   .
Durante questo periodo, i Maanam lavorarono al materiale per un nuovo album, la cui uscita era inizialmente prevista per l'autunno del 2000. Tuttavia, secondo quanto dichiarato da Kora, la pubblicazione fu posticipata a causa della concomitanza con le elezioni presidenziali e i Giochi Olimpici  . Pubblicarono il loro album, Hotel Nirwana, solo nel marzo 2001 e raggiunsero il secondo posto nella classifica OLiS  . Con questo album, la band introdusse un rinnovamento stilistico, impiegando per la prima volta tecnologie digitali come computer, loop e campionamenti. Nei testi, oltre a liriche scritte da Kora, furono inclusi adattamenti di poesie di Miron Białoszewski, E. E. Cummings e Kamil Sipowicz. Nonostante le recensioni generalmente favorevoli   Hotel Nirwana non ottenne riscontri positivi in termini di vendite, fermandosi a circa 10.000 copie. Tra le varie esibizioni live, nel dicembre 2001 i Maanam tennero un concerto presso la base militare di Doboj, in Bosnia ed Erzegovina, per le truppe del gruppo SFOR nordico-polacco.
Il calo delle vendite discografiche, il controllo creativo esercitato da Kora e Marek Jackowski (che si opponevano all'inclusione di altri autori nei crediti dei brani registrati presso la ZAiKS), i conflitti interni con il manager Kamil Sipowicz e la diminuzione del numero di concerti contribuirono all’emergere di tensioni all'interno del gruppo. Nel settembre 2003, i fratelli Krzysztof e Ryszard Olesiński e il batterista Paweł Markowski lasciarono la band.  . La nuova formazione vide l’ingresso del chitarrista Janusz "Yanina" Iwański, del bassista Bogdan Wawrzynowicz, del percussionista José Manuel Albán Juárez e del tastierista Cezary Kaźmierczak, già collaboratore nell’album Hotel Nirwana. Con questa formazione, i Maanam pubblicarono a marzo 2004 l’album Znaki szczególne, che raggiunse il primo posto nella classifica OLiS. Il disco, caratterizzato da un ritorno a sonorità rock, fu accolto positivamente dalla critica. I singoli di maggior successo furono Kraków – Ocean wolnego czasu, Do kogo biegłam e To mi się śni  . 
Tuttavia, nonostante il cambio di line-up e le buone recensioni, l'album replicò le modeste vendite del precedente, superando di poco le 10.000 copie. In quel periodo, la band pubblicò anche due DVD intitolati Złote DVD, vol. 1 e Złote DVD, vol. 2, contenenti tutti i videoclip e le migliori esibizioni dal vivo. Parallelamente, i Maanam si esibirono in numerosi concerti privati per clienti facoltosi, aziende e anche in eventi politici, come quelli organizzati dal partito SLD  .
Nel 2005, i Maanam ricevettero il Grand Prix alla carriera durante la 42ª edizione del Festival Nazionale della Canzone Polacca di Opole, dove si esibirono nel concerto dedicato ai più grandi successi degli 80 anni della Radio Polacca, presentando i loro brani più noti insieme a una cover di Karuzela z madonnami di Ewa Demarczyk, successivamente pubblicata come singolo. Nello stesso periodo fu lanciato il cofanetto Simple Story, contenente l’intera discografia del gruppo.
Sempre nel 2005, i membri della band – senza Marek Jackowski – tennero una serie di concerti negli Stati Uniti. Inoltre, pubblicarono il brano Tu jest mój dom, inserito nel febbraio 2006 nella seconda parte della compilation Złota Kolekcja. Raz-dwa, raz-dwa. L’ultima apparizione pubblica della band avvenne nel 2006, quando presentarono la canzone Głęboko w sercu durante il concorso delle anteprime al 43º Festival di Opole    .
Nel novembre 2007, Marek Jackowski riportò fratture al piede e alle costole in seguito a un incidente durante un’esibizione presso lo studio S3 di Telewizja Polska a Łęg, nei pressi di Cracovia, che lo costrinse a una pausa forzata di quattro mesi.   Per rispettare gli impegni già presi, dal 2008 i Maanam continuarono a esibirsi senza di lui, sostituendolo temporaneamente con il chitarrista Mateusz Waśkiewicz. In seguito a tensioni interne, Jackowski fu estromesso dalla band per decisione di Kora, e nel settembre 2008 annunciò lo scioglimento del gruppo. Il 1º dicembre 2008, Kora e Jackowski rilasciarono un comunicato congiunto che ufficializzava la sospensione a tempo indeterminato dei Maanam a partire dalla fine dell’anno. 
Successivamente, i due intrapresero carriere separate: Jackowski fondò la band The Goodboys insieme a Janusz Iwański, con la quale pubblicò un album omonimo nel 2010, mentre Kora continuò a esibirsi come solista, inizialmente accompagnata da alcuni ex membri dei Maanam.

### Eredità

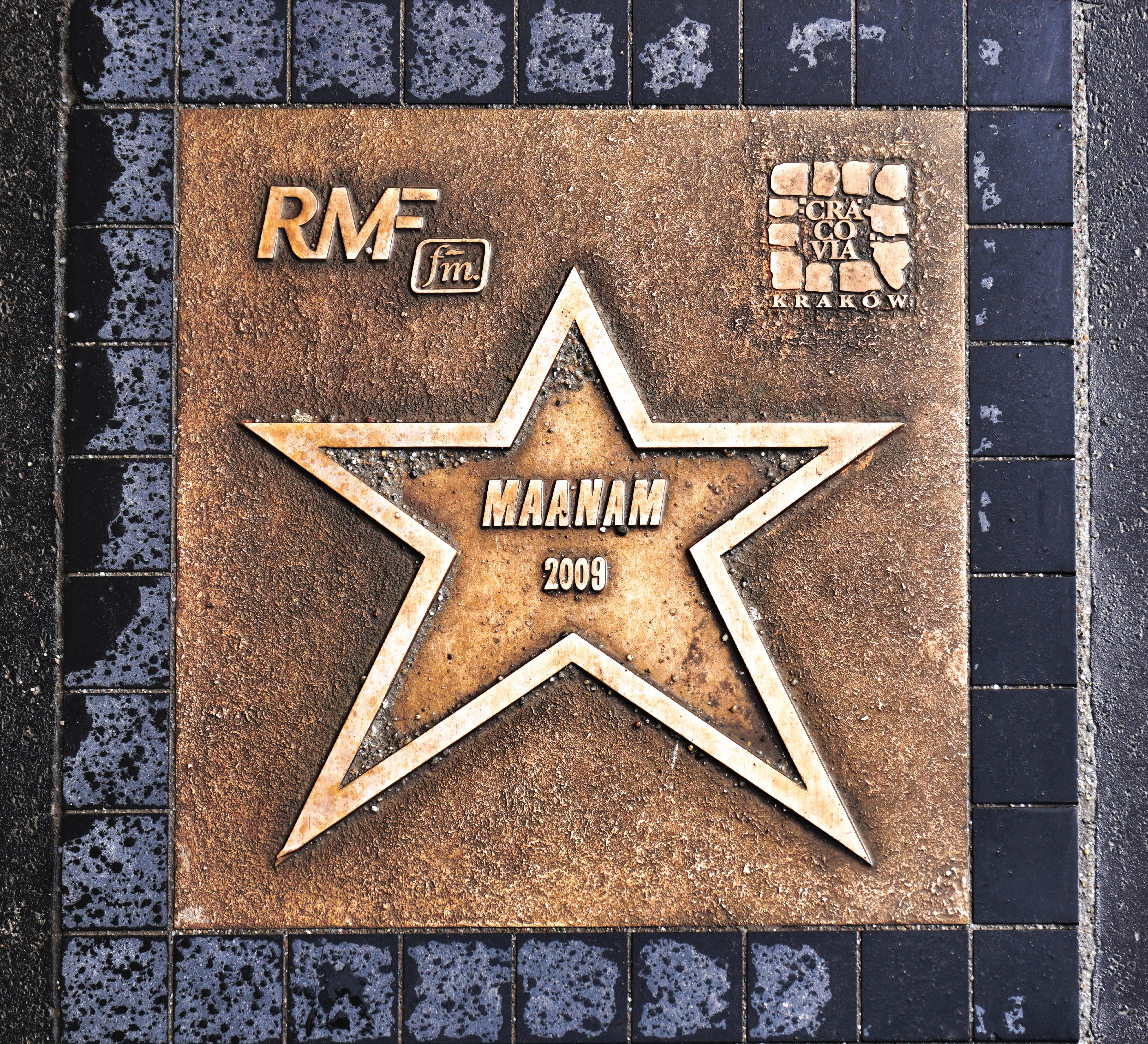
La stella di Maanam nel Vicolo delle Stelle a Cracovia

Nel marzo 2011, in occasione del 35º anniversario del debutto di Kora nei Maanam, la EMI pubblicò versioni rimasterizzate di tutti gli album in studio della band e dei lavori solisti di Kora. La raccolta fu completata dalla compilation The Rest Of Maanam, contenente brani inediti e ultimi lavori del gruppo prima dello scioglimento, che funse da supplemento al cofanetto Simple Story. 
Nell’ottobre dello stesso anno, la EMI rilasciò le ristampe degli album in studio pubblicati all’estero e di quattro compilation significative della band: The Singles Collection, Rockandrolle, The Best Of... 2011 — una versione ampliata dell’omonima raccolta uscita originariamente in vinile — e Ballady .
Nel 2013, Marek Jackowski pianificava di riattivare i Maanam con la loro formazione storica, ma il progetto fu interrotto dalla sua improvvisa morte per infarto il 18 maggio dello stesso anno  . 
In seguito, gli ex membri Ryszard Olesiński, Bogdan Kowalewski e Paweł Markowski, in accordo con la volontà di Jackowski, tentarono di rilanciare il gruppo sotto il nome Złoty Maanam, con la nuova cantante Karolina Leszko-Tyszyńska, nota per la sua partecipazione al programma Szansa na sukces . Kora si oppose alle attività del gruppo usando il nome Maanam  e alla fine solo Olesiński rimase coinvolto nel progetto. Nel novembre 2014 fondò la band Karolina i Amanci con nuovi musicisti, tra cui l’ultimo bassista dei Maanam, Bogdan Wawrzynowicz, pubblicando un singolo. Durante i concerti, Złoty Maanam eseguiva brani classici dei Maanam insieme a nuovi pezzi originali, tra cui “Gdy nadtrąża” e “Miasto miłości”, che includeva la voce di Jackowski   . 
L'Accademia Fonografica ha onorato Marek Jackowski e Kora con il Premio Fryderyk d'Oro per il loro impegno nella carriera. Jackowski è stato premiato durante la serata di gala del 24 aprile 2014 , e Kora due anni dopo, il 20 aprile 2016  .
Nell'ottobre 2015, per celebrare il 40° anniversario di Maanam, la Warner ha pubblicato una raccolta di due dischi di quaranta successi rimasterizzati della band, Miłość jest cudowna: 1975–2015  . Nel maggio 2016, un film documentario che racconta la storia di Maanam być piękne  è uscito nei cinema.
Alla fine del 2018, Karolina Leszko-Tyszyńska, cantante degli Złoty Maanam, avviò la carriera solista con la band Czarne Gitary, pubblicando un singolo nel 2019. Nello stesso anno, in seguito a un accordo tra Kamil Sipowicz e gli ex membri del gruppo, nacque il nuovo progetto exMaanam, con alla voce l’attrice e cantante Karolina Gibki.  . Dopo alcuni mesi, Gibki fu sostituita da Aga Bieńkowska   . Il 5 luglio 2020, exMaanam pubblicò il primo singolo “The End and the Beginning ". La formazione stabile comprendeva Aga Bieńkowska (voce), Ryszard Olesiński (chitarra), Paweł Markowski (batteria), Waldemar Dąże (chitarra) e Tomasz Kupiec (basso). Il 1° febbraio 2024, Olesiński annunciò ufficialmente il ritorno di Karolina Leszko-Tyszyńska come cantante del gruppo .

## Formazione

### Maanam
- Kora – voce, testi (1976–2008)
- Marek Jackowski – chitarra, composizioni (1975–2008)
- Milo Kurtis – chitarra (1975–1976)
- John Porter – chitarra (1976–1979)
- Andrzej Mrowiec – batteria
- Ryszard Olesiński – chitarra (1979–1986, 1991–2003)
- Krzysztof Olesiński – basso (1979–1980, 1992–2003)
- Ryszard Kupidura – batteria (1979-1980)
- Bogdan Kowalewski – basso (1980–1986, 1991–1992)
- Paweł Markowski – batteria (1980–1985, 1991–2003)
- Jarosław Szlagowski – batteria (1985–1986)
- Marcin Ciempiel – basso (1986–1991)
- Kostek Joriadis – tastiere (1986–1991)
- Krzysztof Dominik – batteria (1986–1991)
- Janusz Iwański – chitarra (2003–2008)
- Bogdan Wawrzynowicz – basso (2003-2008)
- Cezary Kaźmierczak – tastiere (2003–2008)
- José Manuel Alban Juarez – batteria (2003-2008)

Occasionalmente:
- Zbigniew Namysłowski – sassofono (1981)
- Tomasz Stańko – tromba (1982)
- Stanisław Sojka – voce (1987)

### Composizione storica
- Karolina Leszko-Tyszyńska – voce
- Ryszard Olesiński – chitarra
- Paweł Markowski – batteria
- Krzysztof Zawadka – chitarra
- Bogdan Wawrzynowicz – basso

### Exmaanam
- Karolina Leszko-Tyszyńska – voce (2021–2022, dal 2024)
- Ryszard Olesiński – chitarra
- Paweł Markowski – batteria
- Waldemar Dąże – chitarra
- Tomasz Kupiec – basso (dal 2021)
- Karolina Gibki – voce (2019)
- Agnieszka Bieńkowska – voce (2019–2020, 2022–2024)

## Discografia

### Album in studio
- Maanam ( 1981 ), Wifon
- Oh! ( 1982 ), Pronit
- Pattuglia notturna ( 1983 ), Jako/Polton
- Mental Cut ( 1984 ), Jako/Polish Recordings
- Si fa buio ( 1989 ), Pronit
- Il derviscio e l'angelo ( 1991 ), Kamiling Co./Arston
- Rose ( 1994 ), Kamiling Co./Pomaton
- Letto ( 1996 ), Pomaton EMI
- La chiave ( 1998 ), Pomaton EMI
- Hotel Nirwana ( 2001 ), Pomaton EMI
- Personaggi distintivi ( 2004 ), Pomaton EMI

## Filmografia
Film con la band Maanam
- Il grande giorno di maggio (1981) – lungometraggio, regia di Krzysztof Rogulski
- La prima notte di nozze in pieno giorno (1982) – lungometraggio, regia di Jerzy Gruza
- I Feel Great (1983) – film musicale, diretto da Waldemar Szarek
- Siamo tornati: un incontro con la Maanam Band (1991) – film documentario diretto da Małgorzata Ambroziewicz e Roman Rogowiecki
- This is Rock and Roll (1998) – film documentario diretto da Agata Młynarska
- Voglio essere bella (2016) – film documentario diretto da Wojciech Mosiejczuk